# 5-я Кабельная улица
5-я Ка́бельная у́лица (название 8 мая 1950 года) — улица в Юго-Восточном административном округе города Москвы на территории  района Лефортово и Нижегородского района.

## Описание
Улица начинается из тупика возле 2-го автобусного парка, после чего проходит на запад, где пересекается с Авиамоторной улицей. Далее улица пересекает реку Нищенку, затем к ней слева примыкает Андроновское шоссе, сразу после которого 5-я Кабельная проходит под мостом Окружной железной дороги, улица заканчивается примыканием к шоссе Фрезер.

## Происхождение названия
Улица названа 8 мая 1950 года, по заводу Москабель, пересекает Авиамоторную улицы и проходит параллельно 1-й, 2-й, 3-й и 4-й Кабельным улицам.

## Здания и сооружения
- 2-й автобусный парк
- ТРК СпортEX

## Транспорт
- Ближайшие станции метро  Авиамоторная,  Авиамоторная и  Нижегородская.
- Станция МЦК "Нижегородская"
- Железнодорожные платформы «Авиамоторная» Казанского направления МЖД и "Нижегородская" Горьковского направления МЖД.
- По улице проходят автобусные маршруты  м6 (от Авиамоторной улицы до конечной остановки «Дангауэровка»), 440 (заезд к остановке «Дангауэровка»), 59 (от Авиамоторной улицы до шоссе Фрезер).
- На улице располагаются остановки «Дангауэровка», «5-я Кабельная улица» и «Андроновское шоссе».